# Sokal (huyện)
Sokal (tiếng Ukraina: Сокальський район, chuyển tự: Sokals'kyi raion) là một huyện của tỉnh Lviv thuộc Ukraina. Huyện Sokal có diện tích 1.574 km², dân số theo điều tra dân số ngày 5 tháng 12 năm 2001 là 98.098 người với mật độ 62 người/km². Trung tâm huyện nằm ở Sokal.